# کیستون (آیووا)
کیستون (به انگلیسی: Keystone) شهری در ایالت آیووا کشور ایالات متحده آمریکا است که جمعیت آن در سرشماری سال ۲۰۱۰ میلادی، ۶۲۲ نفر بوده‌است.